# Konvektor
A konvektor a fűtésre használt melegítőtesteknek azon fajtája, mely a hőt konvekció, azaz hőáramlás útján adja át a környezetnek. Történeti okokból azonban nem nevezzük konvektornak a hőleadásuk szerint szintén konvekcióval működő fűtőtestek közé tartozó azon fűtőtesteket, amelyeket valamilyen forró folyadék keringetése melegít fel. Ezeket radiátornak nevezzük, mivel 1834-ben az első ilyen folyadékkal működő találmányt feltalálója radiátorként nevezte, és ez az elnevezés terjedt el.[forrás?]
A „konvektor” kifejezést tehát mindazokra a készülékekre értjük, melyekben van belül valamilyen közvetlen hőforrás (pl. gázláng), amelynek közelébe valamilyen fűtőelemet (például a gázkonvektorokban zománcozott acéllemezeket vagy öntöttvas tagokat) iktatnak be és ezek közvetítésével melegítik fel a helyiség készüléken átáramló levegőjét, de nem használnak benne folyadékot közvetítő közegként.
A konvektor anyaga a levegő részecskéivel történő közvetlen érintkezéssel átadja a hőenergiát a levegőnek, a felfelé áramló meleg levegő pedig elkeveredve növeli a helyiség hőmérsékletét. Egyik típusa a gázkonvektor, amely tüzelőanyagként földgázt éget el kerámia égőfejeken, a másik pedig az elektromos konvektor, amelyben az ellenálláshuzal felhevítése következtében keletkezik hőenergia. A konvektorokkal és radiátorokkal szemben hősugárzás útján adják le a hőenergia nagy részét a valódi hősugárzók, az infrafűtőtestek.

## Működési elve
A konvektor fűtőtest anyaga a vele közvetlenül érintkezésbe lépő, „nekipattanó” levegőrészecskéket melegíti fel. A felmelegedő, ezáltal ritkábbá, így könnyebbé váló levegő felszáll, – tovaáramlik –, majd a meleg légrészecskék a fűtőtestnél felvett hő egy részét továbbadják a helyiség távolabbi légrészecskéinek és tárgyainak. A fűtőtest felső részén található rácsok között felszálló meleg levegő helyére alulról a helyiség alsó hűvösebb levegője áramlik, a levegő fokozatos keringését, keveredését okozva. Tehát összességében a felmelegített levegő áramlásának hatására a helyiség levegője és tárgyai fokozatosan felmelegszenek.
Az elektromos konvektor működési elve is annyiban különbözik csupán, hogy a készülékben belsejében itt egy elektromos fűtőbetét jelenti a közvetlen hőforrást, ez melegíti fel a fűtőelemeket, azok pedig az átáramló levegőt.
A konvektorokban ventilátort is alkalmazhatnak, a levegőáramlás meggyorsítására.

## Típusai
Magyarországon legelterjedtebbek a földgázzal fűtött gázkonvektorok. A gázkonvektorok gázelvezetését tekintve megkülönböztetünk zárt, illetve nyílt égésű konvektorokat. A zárt égésterű típusokat más szóval parapetes konvektoroknak is szokás nevezni, míg a nyílt égésterű fűtőtestek a kéményes konvektorokhoz tartoznak. A parapetes konvektort jellemzően az ablak alatt található falon helyezik el. Nincs kémény, az égéshez szükséges levegő beszippantása és az égéstermék elvezetése közvetlenül a készülék melletti falon kivezetett csőrendszeren (ún. „parapet szetten”) át történik. Ezzel szemben a kéményes konvektorok a kéményhez csatlakozva vezetik el a gázt és engedik be a levegőt.  Az oxigénpótlás és füstelvezetés módján kívül a működési mechanizmusuk megegyezik. A bemenőcső gázcsapjának N fokozatra történő csavarásával, a piezoelektromos gyújtó és a szikráztató benyomásával megjelenik az őrláng, melynek segítségével gyújtható be a konvektor.  
Emellett gyártanak elektromos konvektorokat is, melyek a vezetékes áramból vagy bármilyen villamosenergia-forrásból nyert energia segítségével melegítik fel a levegőt. Ezeket általában kiegészítő fűtésként vagy kisebb helyiségek melegítésére használják, mert kisebb teljesítményük miatt a falakat nem tudják kellően felmelegíteni, csak a helyiség levegőjét, ami viszont az elektromos konvektor kikapcsolásával hamar veszít melegségéből.
Anyagukat tekintve léteznek lemez és öntöttvas konvektorok.